# 2015 en Irak
Cet article présente les faits marquants de l'année 2015 en Irak.

## Évènements
- Janvier : bataille d'Al-Jubba ; bataille de Mouqdadiyah ; massacre de Barwana.
- 22 et 26 février : à Mossoul, l’État islamique brûle des milliers d'ouvrages de la bibliothèque, détruit une église ainsi que des œuvres assyriennes et hellénistiques du musée.
- 5 mars : l'État islamique détruit au bulldozer les ruines de Nimroud[1], puis le 7 mars les ruines de la cité antique de Hatra.
- 17 mai : l'organisation État islamique s'empare de Ramadi, capitale de la province d'Al-Anbar[2].
- 17 juillet : attentat de Khan Bani Saad.
- 13 novembre : les peshmergas du GRK et des groupes liés au PKK reprennent la ville de Sinjar à l'État islamique.
- 16 - 17 décembre : offensive de Bachiqa repoussée par les peshmergas soutenus par la coalition.
- 28 décembre : à l'issue de la bataille de Ramadi, la ville est reprise par les forces armées irakiennes.